# Liste des planètes mineures (718001-719000)
Voici la liste des planètes mineures numérotées de 718001 à 719000. Les planètes mineures sont numérotées lorsque leur orbite est confirmée, ce qui peut parfois se produire longtemps après leur découverte. Elles sont classées ici par leur numéro.

## Planètes mineures 718001 à 719000
- (718001) 2017 CJ19
- (718002) 2017 CM19
- (718003) 2017 CF20
- (718004) 2017 CF21
- (718005) 2017 CL21
- (718006) 2017 CJ22
- (718007) 2017 CL22
- (718008) 2017 CN24
- (718009) 2017 CQ24
- (718010) 2017 CT24
- (718011) 2017 CX24
- (718012) 2017 CM26
- (718013) 2017 CT26
- (718014) 2017 CF29
- (718015) 2017 CS29
- (718016) 2017 CU29
- (718017) 2017 CU33
- (718018) 2017 CV33
- (718019) 2017 CW33
- (718020) 2017 CX36
- (718021) 2017 CR39
- (718022) 2017 CL41
- (718023) 2017 CH47
- (718024) 2017 CF48
- (718025) 2017 CP51
- (718026) 2017 CX51
- (718027) 2017 DP
- (718028) 2017 DJ1
- (718029) 2017 DS1
- (718030) 2017 DW1
- (718031) 2017 DE3
- (718032) 2017 DF4
- (718033) 2017 DH5
- (718034) 2017 DW5
- (718035) 2017 DC6
- (718036) 2017 DJ7
- (718037) 2017 DO8
- (718038) 2017 DP10
- (718039) 2017 DT10
- (718040) 2017 DV11
- (718041) 2017 DX11
- (718042) 2017 DJ12
- (718043) 2017 DV12
- (718044) 2017 DM13
- (718045) 2017 DY14
- (718046) 2017 DK16
- (718047) 2017 DV16
- (718048) 2017 DC17
- (718049) 2017 DF17
- (718050) 2017 DH17
- (718051) 2017 DM17
- (718052) 2017 DQ17
- (718053) 2017 DG18
- (718054) 2017 DY20
- (718055) 2017 DH21
- (718056) 2017 DE22
- (718057) 2017 DH22
- (718058) 2017 DW22
- (718059) 2017 DH24
- (718060) 2017 DX24
- (718061) 2017 DY24
- (718062) 2017 DD26
- (718063) 2017 DK26
- (718064) 2017 DC27
- (718065) 2017 DK27
- (718066) 2017 DR27
- (718067) 2017 DD29
- (718068) 2017 DK29
- (718069) 2017 DK31
- (718070) 2017 DN32
- (718071) 2017 DP32
- (718072) 2017 DY32
- (718073) 2017 DL38
- (718074) 2017 DV38
- (718075) 2017 DX38
- (718076) 2017 DJ40
- (718077) 2017 DO40
- (718078) 2017 DK42
- (718079) 2017 DS42
- (718080) 2017 DE43
- (718081) 2017 DF43
- (718082) 2017 DH43
- (718083) 2017 DA44
- (718084) 2017 DP44
- (718085) 2017 DZ44
- (718086) 2017 DD45
- (718087) 2017 DX45
- (718088) 2017 DJ46
- (718089) 2017 DU46
- (718090) 2017 DW52
- (718091) 2017 DT53
- (718092) 2017 DE54
- (718093) 2017 DR54
- (718094) 2017 DT54
- (718095) 2017 DT56
- (718096) 2017 DU56
- (718097) 2017 DB57
- (718098) 2017 DC58
- (718099) 2017 DG58
- (718100) 2017 DX58
- (718101) 2017 DA59
- (718102) 2017 DW59
- (718103) 2017 DM60
- (718104) 2017 DY60
- (718105) 2017 DD61
- (718106) 2017 DP63
- (718107) 2017 DR64
- (718108) 2017 DZ64
- (718109) 2017 DO65
- (718110) 2017 DM66
- (718111) 2017 DN66
- (718112) 2017 DV66
- (718113) 2017 DG67
- (718114) 2017 DM68
- (718115) 2017 DY68
- (718116) 2017 DO71
- (718117) 2017 DT71
- (718118) 2017 DX72
- (718119) 2017 DJ73
- (718120) 2017 DW73
- (718121) 2017 DD74
- (718122) 2017 DK75
- (718123) 2017 DN75
- (718124) 2017 DY75
- (718125) 2017 DS76
- (718126) 2017 DA79
- (718127) 2017 DM79
- (718128) 2017 DV79
- (718129) 2017 DE82
- (718130) 2017 DP82
- (718131) 2017 DC84
- (718132) 2017 DO84
- (718133) 2017 DL85
- (718134) 2017 DL86
- (718135) 2017 DN86
- (718136) 2017 DP86
- (718137) 2017 DQ86
- (718138) 2017 DF87
- (718139) 2017 DY87
- (718140) 2017 DH89
- (718141) 2017 DR89
- (718142) 2017 DC91
- (718143) 2017 DU92
- (718144) 2017 DO93
- (718145) 2017 DX93
- (718146) 2017 DJ94
- (718147) 2017 DH95
- (718148) 2017 DP96
- (718149) 2017 DY96
- (718150) 2017 DL97
- (718151) 2017 DX97
- (718152) 2017 DA98
- (718153) 2017 DS98
- (718154) 2017 DJ99
- (718155) 2017 DM99
- (718156) 2017 DB101
- (718157) 2017 DF101
- (718158) 2017 DN101
- (718159) 2017 DO101
- (718160) 2017 DQ102
- (718161) 2017 DS102
- (718162) 2017 DF103
- (718163) 2017 DF104
- (718164) 2017 DV104
- (718165) 2017 DE105
- (718166) 2017 DN105
- (718167) 2017 DZ105
- (718168) 2017 DB106
- (718169) 2017 DP107
- (718170) 2017 DB108
- (718171) 2017 DE108
- (718172) 2017 DD110
- (718173) 2017 DH112
- (718174) 2017 DZ112
- (718175) 2017 DK113
- (718176) 2017 DQ113
- (718177) 2017 DR114
- (718178) 2017 DZ114
- (718179) 2017 DM115
- (718180) 2017 DO115
- (718181) 2017 DW115
- (718182) 2017 DW116
- (718183) 2017 DF117
- (718184) 2017 DQ117
- (718185) 2017 DR117
- (718186) 2017 DT117
- (718187) 2017 DU117
- (718188) 2017 DA118
- (718189) 2017 DR118
- (718190) 2017 DW118
- (718191) 2017 DL119
- (718192) 2017 DD121
- (718193) 2017 DJ121
- (718194) 2017 DF122
- (718195) 2017 DB123
- (718196) 2017 DQ124
- (718197) 2017 DN128
- (718198) 2017 DG130
- (718199) 2017 DH130
- (718200) 2017 DK130
- (718201) 2017 DL130
- (718202) 2017 DM130
- (718203) 2017 DZ130
- (718204) 2017 DS132
- (718205) 2017 DC134
- (718206) 2017 DY141
- (718207) 2017 DK144
- (718208) 2017 DV144
- (718209) 2017 DW144
- (718210) 2017 DT147
- (718211) 2017 DW152
- (718212) 2017 DA155
- (718213) 2017 EM2
- (718214) 2017 EG6
- (718215) 2017 EB8
- (718216) 2017 ER8
- (718217) 2017 ET8
- (718218) 2017 EX8
- (718219) 2017 EN9
- (718220) 2017 EP9
- (718221) 2017 ET9
- (718222) 2017 EX9
- (718223) 2017 EE10
- (718224) 2017 EC11
- (718225) 2017 EK11
- (718226) 2017 EU11
- (718227) 2017 EU12
- (718228) 2017 ED14
- (718229) 2017 EQ14
- (718230) 2017 EG15
- (718231) 2017 EJ18
- (718232) 2017 EM18
- (718233) 2017 EP18
- (718234) 2017 EX19
- (718235) 2017 EW20
- (718236) 2017 EP21
- (718237) 2017 EW22
- (718238) 2017 ES23
- (718239) 2017 ER24
- (718240) 2017 EA25
- (718241) 2017 EB25
- (718242) 2017 EH28
- (718243) 2017 EK30
- (718244) 2017 EO30
- (718245) 2017 EY30
- (718246) 2017 ET39
- (718247) 2017 EA41
- (718248) 2017 EJ41
- (718249) 2017 EF44
- (718250) 2017 FE4
- (718251) 2017 FL4
- (718252) 2017 FB5
- (718253) 2017 FB6
- (718254) 2017 FG6
- (718255) 2017 FE7
- (718256) 2017 FE8
- (718257) 2017 FF8
- (718258) 2017 FX8
- (718259) 2017 FN9
- (718260) 2017 FM10
- (718261) 2017 FQ10
- (718262) 2017 FD11
- (718263) 2017 FQ11
- (718264) 2017 FV11
- (718265) 2017 FH12
- (718266) 2017 FJ12
- (718267) 2017 FC13
- (718268) 2017 FC15
- (718269) 2017 FO16
- (718270) 2017 FN17
- (718271) 2017 FP17
- (718272) 2017 FO19
- (718273) 2017 FP19
- (718274) 2017 FS19
- (718275) 2017 FX20
- (718276) 2017 FB21
- (718277) 2017 FA23
- (718278) 2017 FD24
- (718279) 2017 FZ25
- (718280) 2017 FN26
- (718281) 2017 FP26
- (718282) 2017 FD27
- (718283) 2017 FH27
- (718284) 2017 FN27
- (718285) 2017 FQ27
- (718286) 2017 FF28
- (718287) 2017 FX28
- (718288) 2017 FB29
- (718289) 2017 FX30
- (718290) 2017 FR31
- (718291) 2017 FE32
- (718292) 2017 FM32
- (718293) 2017 FZ33
- (718294) 2017 FP34
- (718295) 2017 FX34
- (718296) 2017 FC35
- (718297) 2017 FD35
- (718298) 2017 FA37
- (718299) 2017 FK37
- (718300) 2017 FF38
- (718301) 2017 FF39
- (718302) 2017 FO39
- (718303) 2017 FX40
- (718304) 2017 FS41
- (718305) 2017 FZ41
- (718306) 2017 FN42
- (718307) 2017 FA43
- (718308) 2017 FM43
- (718309) 2017 FU43
- (718310) 2017 FW43
- (718311) 2017 FL44
- (718312) 2017 FO46
- (718313) 2017 FQ46
- (718314) 2017 FX46
- (718315) 2017 FH47
- (718316) 2017 FL47
- (718317) 2017 FV47
- (718318) 2017 FW47
- (718319) 2017 FO48
- (718320) 2017 FQ48
- (718321) 2017 FU48
- (718322) 2017 FY48
- (718323) 2017 FN49
- (718324) 2017 FQ49
- (718325) 2017 FT50
- (718326) 2017 FV50
- (718327) 2017 FD51
- (718328) 2017 FL51
- (718329) 2017 FS51
- (718330) 2017 FV51
- (718331) 2017 FX51
- (718332) 2017 FZ51
- (718333) 2017 FS52
- (718334) 2017 FX52
- (718335) 2017 FK53
- (718336) 2017 FA54
- (718337) 2017 FT54
- (718338) 2017 FB55
- (718339) 2017 FQ55
- (718340) 2017 FY55
- (718341) 2017 FA56
- (718342) 2017 FQ56
- (718343) 2017 FU56
- (718344) 2017 FU57
- (718345) 2017 FB58
- (718346) 2017 FS58
- (718347) 2017 FM60
- (718348) 2017 FT62
- (718349) 2017 FW62
- (718350) 2017 FL66
- (718351) 2017 FM66
- (718352) 2017 FQ66
- (718353) 2017 FV66
- (718354) 2017 FC67
- (718355) 2017 FM67
- (718356) 2017 FU67
- (718357) 2017 FJ68
- (718358) 2017 FM69
- (718359) 2017 FS69
- (718360) 2017 FU69
- (718361) 2017 FN70
- (718362) 2017 FQ70
- (718363) 2017 FN71
- (718364) 2017 FD73
- (718365) 2017 FO73
- (718366) 2017 FC74
- (718367) 2017 FU74
- (718368) 2017 FK76
- (718369) 2017 FE78
- (718370) 2017 FJ78
- (718371) 2017 FM78
- (718372) 2017 FK79
- (718373) 2017 FT79
- (718374) 2017 FC80
- (718375) 2017 FE80
- (718376) 2017 FK80
- (718377) 2017 FW80
- (718378) 2017 FW81
- (718379) 2017 FO82
- (718380) 2017 FU82
- (718381) 2017 FW83
- (718382) 2017 FJ84
- (718383) 2017 FX84
- (718384) 2017 FJ86
- (718385) 2017 FK86
- (718386) 2017 FZ86
- (718387) 2017 FJ87
- (718388) 2017 FT88
- (718389) 2017 FX88
- (718390) 2017 FX91
- (718391) 2017 FM92
- (718392) 2017 FO92
- (718393) 2017 FR92
- (718394) 2017 FX92
- (718395) 2017 FT93
- (718396) 2017 FU93
- (718397) 2017 FA95
- (718398) 2017 FB96
- (718399) 2017 FN96
- (718400) 2017 FN97
- (718401) 2017 FX97
- (718402) 2017 FC98
- (718403) 2017 FK99
- (718404) 2017 FY99
- (718405) 2017 FC100
- (718406) 2017 FE100
- (718407) 2017 FK100
- (718408) 2017 FL100
- (718409) 2017 FA103
- (718410) 2017 FL103
- (718411) 2017 FS103
- (718412) 2017 FY104
- (718413) 2017 FW105
- (718414) 2017 FF107
- (718415) 2017 FT107
- (718416) 2017 FC108
- (718417) 2017 FJ108
- (718418) 2017 FM108
- (718419) 2017 FA109
- (718420) 2017 FN109
- (718421) 2017 FL112
- (718422) 2017 FF113
- (718423) 2017 FY113
- (718424) 2017 FR115
- (718425) 2017 FD116
- (718426) 2017 FF116
- (718427) 2017 FR117
- (718428) 2017 FW117
- (718429) 2017 FL118
- (718430) 2017 FF119
- (718431) 2017 FB120
- (718432) 2017 FE120
- (718433) 2017 FO122
- (718434) 2017 FT122
- (718435) 2017 FD123
- (718436) 2017 FH124
- (718437) 2017 FT124
- (718438) 2017 FR126
- (718439) 2017 FW126
- (718440) 2017 FX131
- (718441) 2017 FP132
- (718442) 2017 FU133
- (718443) 2017 FP135
- (718444) 2017 FU136
- (718445) 2017 FA137
- (718446) 2017 FX138
- (718447) 2017 FY138
- (718448) 2017 FB140
- (718449) 2017 FW141
- (718450) 2017 FF142
- (718451) 2017 FX143
- (718452) 2017 FE145
- (718453) 2017 FG145
- (718454) 2017 FM147
- (718455) 2017 FP147
- (718456) 2017 FT147
- (718457) 2017 FB150
- (718458) 2017 FA151
- (718459) 2017 FK152
- (718460) 2017 FQ154
- (718461) 2017 FD155
- (718462) 2017 FU155
- (718463) 2017 FW155
- (718464) 2017 FR157
- (718465) 2017 FU157
- (718466) 2017 FO160
- (718467) 2017 FC161
- (718468) 2017 FD161
- (718469) 2017 FY161
- (718470) 2017 FV162
- (718471) 2017 FE166
- (718472) 2017 FJ170
- (718473) 2017 FJ173
- (718474) 2017 FN173
- (718475) 2017 FH174
- (718476) 2017 FE175
- (718477) 2017 FK175
- (718478) 2017 FX177
- (718479) 2017 FC180
- (718480) 2017 FH183
- (718481) 2017 FJ183
- (718482) 2017 FO186
- (718483) 2017 FR191
- (718484) 2017 FV199
- (718485) 2017 FZ199
- (718486) 2017 FG200
- (718487) 2017 FP205
- (718488) 2017 FJ207
- (718489) 2017 FZ211
- (718490) Marcelosouza
- (718491) 2017 FK226
- (718492) Quro
- (718493) 2017 GT
- (718494) 2017 GK1
- (718495) 2017 GA2
- (718496) 2017 GS2
- (718497) 2017 GO18
- (718498) 2017 GJ22
- (718499) 2017 HV5
- (718500) 2017 HQ10
- (718501) 2017 HS13
- (718502) 2017 HT13
- (718503) 2017 HW15
- (718504) 2017 HH16
- (718505) 2017 HL16
- (718506) 2017 HS18
- (718507) 2017 HU18
- (718508) 2017 HM19
- (718509) 2017 HD20
- (718510) 2017 HN24
- (718511) 2017 HC25
- (718512) 2017 HT26
- (718513) 2017 HA27
- (718514) 2017 HN27
- (718515) 2017 HD29
- (718516) 2017 HF29
- (718517) 2017 HR29
- (718518) 2017 HT29
- (718519) 2017 HC35
- (718520) 2017 HD35
- (718521) 2017 HV36
- (718522) 2017 HZ39
- (718523) 2017 HC40
- (718524) 2017 HY41
- (718525) 2017 HT43
- (718526) 2017 HO48
- (718527) 2017 HR48
- (718528) 2017 HU48
- (718529) 2017 HN50
- (718530) 2017 HT57
- (718531) 2017 HP59
- (718532) 2017 HK62
- (718533) 2017 HE68
- (718534) 2017 HX68
- (718535) 2017 HS70
- (718536) 2017 HC71
- (718537) 2017 HK72
- (718538) 2017 HK73
- (718539) 2017 HW80
- (718540) 2017 HF82
- (718541) 2017 HG82
- (718542) 2017 HJ82
- (718543) 2017 HK95
- (718544) 2017 HP95
- (718545) 2017 JE
- (718546) 2017 JH
- (718547) 2017 JQ3
- (718548) 2017 JL5
- (718549) 2017 JR5
- (718550) 2017 JS5
- (718551) 2017 JO7
- (718552) 2017 JE13
- (718553) 2017 KQ
- (718554) 2017 KE2
- (718555) 2017 KR3
- (718556) 2017 KS5
- (718557) 2017 KO6
- (718558) 2017 KE7
- (718559) 2017 KH7
- (718560) 2017 KG8
- (718561) 2017 KT8
- (718562) 2017 KE9
- (718563) 2017 KL9
- (718564) 2017 KQ9
- (718565) 2017 KT10
- (718566) 2017 KE11
- (718567) 2017 KR11
- (718568) 2017 KZ11
- (718569) 2017 KT16
- (718570) 2017 KV16
- (718571) 2017 KH19
- (718572) 2017 KW19
- (718573) 2017 KD20
- (718574) 2017 KP22
- (718575) 2017 KB23
- (718576) 2017 KM30
- (718577) 2017 KN32
- (718578) 2017 KD33
- (718579) 2017 KS35
- (718580) 2017 KD45
- (718581) 2017 MB15
- (718582) 2017 MD15
- (718583) 2017 MJ16
- (718584) 2017 MB17
- (718585) 2017 MF18
- (718586) 2017 MR24
- (718587) 2017 NH4
- (718588) 2017 NO4
- (718589) 2017 NG6
- (718590) 2017 NG15
- (718591) 2017 NH15
- (718592) 2017 NS16
- (718593) 2017 NS17
- (718594) 2017 OG
- (718595) 2017 OG2
- (718596) 2017 OC5
- (718597) 2017 OO5
- (718598) 2017 OP6
- (718599) 2017 OG8
- (718600) 2017 OO8
- (718601) 2017 OF9
- (718602) 2017 OV13
- (718603) 2017 OL20
- (718604) 2017 OZ20
- (718605) 2017 OT27
- (718606) 2017 OW32
- (718607) 2017 OO34
- (718608) 2017 OX39
- (718609) 2017 OF41
- (718610) 2017 OE45
- (718611) 2017 OU45
- (718612) 2017 OS50
- (718613) 2017 OC53
- (718614) 2017 OO53
- (718615) 2017 OF54
- (718616) 2017 OD57
- (718617) 2017 OP57
- (718618) 2017 OY61
- (718619) 2017 OD65
- (718620) 2017 OJ89
- (718621) 2017 OO90
- (718622) 2017 OY90
- (718623) 2017 OH91
- (718624) 2017 OR95
- (718625) 2017 OT95
- (718626) 2017 OY99
- (718627) 2017 OT100
- (718628) 2017 OX101
- (718629) 2017 OZ105
- (718630) 2017 OZ117
- (718631) 2017 OU118
- (718632) 2017 OV118
- (718633) 2017 ON131
- (718634) 2017 OS140
- (718635) 2017 OE162
- (718636) 2017 ON167
- (718637) 2017 PR1
- (718638) 2017 PQ3
- (718639) 2017 PK9
- (718640) 2017 PE13
- (718641) 2017 PH14
- (718642) 2017 PP16
- (718643) 2017 PB18
- (718644) 2017 PM22
- (718645) 2017 PP23
- (718646) 2017 PQ28
- (718647) 2017 PX32
- (718648) 2017 PF35
- (718649) 2017 PB36
- (718650) 2017 PD39
- (718651) 2017 PY40
- (718652) 2017 PP46
- (718653) 2017 PO53
- (718654) 2017 PU55
- (718655) 2017 PW57
- (718656) 2017 PY57
- (718657) 2017 PA62
- (718658) 2017 PT70
- (718659) 2017 QD4
- (718660) 2017 QE5
- (718661) 2017 QW5
- (718662) 2017 QJ6
- (718663) 2017 QF7
- (718664) 2017 QQ7
- (718665) 2017 QD8
- (718666) 2017 QN8
- (718667) 2017 QA19
- (718668) 2017 QF24
- (718669) 2017 QX24
- (718670) 2017 QA29
- (718671) 2017 QC29
- (718672) 2017 QN30
- (718673) 2017 QC41
- (718674) 2017 QO48
- (718675) 2017 QG53
- (718676) 2017 QK53
- (718677) 2017 QG54
- (718678) 2017 QU55
- (718679) 2017 QP57
- (718680) 2017 QS58
- (718681) 2017 QY62
- (718682) 2017 QJ64
- (718683) 2017 QL65
- (718684) 2017 QD66
- (718685) 2017 QH91
- (718686) 2017 QY91
- (718687) 2017 QE95
- (718688) 2017 QH95
- (718689) 2017 QD99
- (718690) 2017 QU101
- (718691) 2017 QO113
- (718692) 2017 QK114
- (718693) 2017 QE124
- (718694) 2017 QU135
- (718695) 2017 QU145
- (718696) 2017 QT149
- (718697) 2017 RR5
- (718698) 2017 RG6
- (718699) 2017 RW6
- (718700) 2017 RG9
- (718701) 2017 RL9
- (718702) 2017 RP10
- (718703) 2017 RE23
- (718704) 2017 RM29
- (718705) 2017 RX31
- (718706) 2017 RB33
- (718707) 2017 RX36
- (718708) 2017 RZ36
- (718709) 2017 RC38
- (718710) 2017 RG42
- (718711) 2017 RB47
- (718712) 2017 RC49
- (718713) 2017 RY50
- (718714) 2017 RT51
- (718715) 2017 RM52
- (718716) 2017 RF53
- (718717) 2017 RG55
- (718718) 2017 RF59
- (718719) 2017 RV61
- (718720) 2017 RY68
- (718721) 2017 RR70
- (718722) 2017 RC83
- (718723) 2017 RR84
- (718724) 2017 RQ87
- (718725) 2017 RT89
- (718726) 2017 RJ92
- (718727) 2017 RT98
- (718728) 2017 RH120
- (718729) 2017 RP120
- (718730) 2017 RT121
- (718731) 2017 RA124
- (718732) 2017 RJ124
- (718733) 2017 RP135
- (718734) 2017 RC139
- (718735) 2017 RE141
- (718736) 2017 RO155
- (718737) 2017 SL1
- (718738) 2017 SA9
- (718739) 2017 SF18
- (718740) 2017 SY18
- (718741) 2017 SV23
- (718742) 2017 SB26
- (718743) 2017 SN26
- (718744) 2017 SJ27
- (718745) 2017 SG28
- (718746) 2017 SZ28
- (718747) 2017 SN36
- (718748) 2017 SA49
- (718749) 2017 SC49
- (718750) 2017 SL51
- (718751) 2017 SC52
- (718752) 2017 SJ52
- (718753) 2017 SZ53
- (718754) 2017 SL56
- (718755) 2017 SW61
- (718756) 2017 SC62
- (718757) 2017 SU62
- (718758) 2017 SP63
- (718759) 2017 SF67
- (718760) 2017 SL67
- (718761) 2017 SF69
- (718762) 2017 SE70
- (718763) 2017 SY70
- (718764) 2017 SO71
- (718765) 2017 SR72
- (718766) 2017 SU72
- (718767) 2017 SR75
- (718768) 2017 SB79
- (718769) 2017 SQ80
- (718770) 2017 SJ81
- (718771) 2017 SD84
- (718772) 2017 SN86
- (718773) 2017 SA87
- (718774) 2017 SE89
- (718775) 2017 SF89
- (718776) 2017 SH97
- (718777) 2017 SR97
- (718778) 2017 SY97
- (718779) 2017 SF100
- (718780) 2017 SH100
- (718781) 2017 SU100
- (718782) 2017 SB106
- (718783) 2017 SD109
- (718784) 2017 SD113
- (718785) 2017 SR115
- (718786) 2017 SE118
- (718787) 2017 SA121
- (718788) 2017 SN121
- (718789) 2017 SD126
- (718790) 2017 SX130
- (718791) 2017 SS131
- (718792) 2017 SV131
- (718793) 2017 SD132
- (718794) 2017 SO198
- (718795) 2017 SA199
- (718796) 2017 SK199
- (718797) 2017 SY203
- (718798) 2017 SP209
- (718799) 2017 SY210
- (718800) 2017 SD218
- (718801) 2017 SH218
- (718802) 2017 SJ218
- (718803) 2017 SX218
- (718804) 2017 SM219
- (718805) 2017 ST224
- (718806) 2017 SG226
- (718807) 2017 SK250
- (718808) 2017 SN278
- (718809) 2017 SH301
- (718810) 2017 SX308
- (718811) 2017 SJ338
- (718812) 2017 SN341
- (718813) 2017 SW341
- (718814) 2017 SA350
- (718815) 2017 TU8
- (718816) 2017 TD10
- (718817) 2017 TC12
- (718818) 2017 TO25
- (718819) 2017 TF26
- (718820) 2017 TB27
- (718821) 2017 TC37
- (718822) 2017 TU37
- (718823) 2017 TP43
- (718824) 2017 TK44
- (718825) 2017 TH45
- (718826) 2017 UW
- (718827) 2017 UR3
- (718828) 2017 UR8
- (718829) 2017 UX12
- (718830) 2017 UP14
- (718831) 2017 UY17
- (718832) 2017 UC19
- (718833) 2017 UH21
- (718834) 2017 UX23
- (718835) 2017 UG26
- (718836) 2017 UE28
- (718837) 2017 UE30
- (718838) 2017 UW32
- (718839) 2017 UH35
- (718840) 2017 UW35
- (718841) 2017 UW50
- (718842) 2017 UN59
- (718843) 2017 UP92
- (718844) 2017 UY92
- (718845) 2017 UJ93
- (718846) 2017 UX93
- (718847) 2017 UB94
- (718848) 2017 UJ95
- (718849) 2017 UZ96
- (718850) 2017 UP98
- (718851) 2017 UH100
- (718852) 2017 UN101
- (718853) 2017 UR102
- (718854) 2017 UP105
- (718855) 2017 UJ108
- (718856) 2017 UP108
- (718857) 2017 UD141
- (718858) 2017 UP141
- (718859) 2017 UB143
- (718860) 2017 UF143
- (718861) 2017 UP157
- (718862) 2017 UO162
- (718863) 2017 UL165
- (718864) 2017 UZ167
- (718865) 2017 UH181
- (718866) 2017 UJ203
- (718867) 2017 VM11
- (718868) 2017 VV15
- (718869) 2017 VJ18
- (718870) 2017 VN22
- (718871) 2017 VV22
- (718872) 2017 VS25
- (718873) 2017 VQ31
- (718874) 2017 VK32
- (718875) 2017 VT32
- (718876) 2017 VC40
- (718877) 2017 VH41
- (718878) 2017 VE42
- (718879) 2017 VC43
- (718880) 2017 VJ47
- (718881) 2017 VN50
- (718882) 2017 VO50
- (718883) 2017 VQ50
- (718884) 2017 VL57
- (718885) 2017 VV57
- (718886) 2017 VX58
- (718887) 2017 WV4
- (718888) 2017 WR9
- (718889) 2017 WL18
- (718890) 2017 WY20
- (718891) 2017 WN21
- (718892) 2017 WS22
- (718893) 2017 WL24
- (718894) 2017 WB27
- (718895) 2017 WO43
- (718896) 2017 WB45
- (718897) 2017 WF46
- (718898) 2017 WV49
- (718899) 2017 WK51
- (718900) 2017 WO52
- (718901) 2017 WU60
- (718902) 2017 WA67
- (718903) 2017 WG68
- (718904) 2017 WR69
- (718905) 2017 WX86
- (718906) 2017 WW92
- (718907) 2017 XY4
- (718908) 2017 XD5
- (718909) 2017 XG7
- (718910) 2017 XT7
- (718911) 2017 XX7
- (718912) 2017 XQ8
- (718913) 2017 XY12
- (718914) 2017 XD15
- (718915) 2017 XH15
- (718916) 2017 XG17
- (718917) 2017 XY19
- (718918) 2017 XT28
- (718919) 2017 XX30
- (718920) 2017 XP31
- (718921) 2017 XO33
- (718922) 2017 XQ35
- (718923) 2017 XJ37
- (718924) 2017 XL38
- (718925) 2017 XJ40
- (718926) 2017 XL40
- (718927) 2017 XO43
- (718928) 2017 XY45
- (718929) 2017 XJ46
- (718930) 2017 XB49
- (718931) 2017 XR51
- (718932) 2017 XZ51
- (718933) 2017 XD55
- (718934) 2017 XQ59
- (718935) 2017 XC68
- (718936) 2017 XZ69
- (718937) 2017 XR71
- (718938) 2017 XG72
- (718939) 2017 XE73
- (718940) 2017 XU73
- (718941) 2017 XF75
- (718942) 2017 XK75
- (718943) 2017 XA79
- (718944) 2017 XJ79
- (718945) 2017 XC85
- (718946) 2017 XU89
- (718947) 2017 XN90
- (718948) 2017 XD98
- (718949) 2017 YA
- (718950) 2017 YD3
- (718951) 2017 YG12
- (718952) 2017 YK12
- (718953) 2017 YB14
- (718954) 2017 YM15
- (718955) 2017 YF25
- (718956) 2017 YD27
- (718957) 2017 YF28
- (718958) 2017 YV29
- (718959) 2017 YZ31
- (718960) 2017 YA32
- (718961) 2017 YE33
- (718962) 2017 YN33
- (718963) 2017 YE35
- (718964) 2017 YH43
- (718965) 2017 YP45
- (718966) 2017 YQ46
- (718967) 2017 YY51
- (718968) 2017 YQ53
- (718969) 2018 AQ
- (718970) 2018 AD2
- (718971) 2018 AU6
- (718972) 2018 AQ7
- (718973) 2018 AX8
- (718974) 2018 AA10
- (718975) 2018 AG11
- (718976) 2018 AS14
- (718977) 2018 AL15
- (718978) 2018 AP15
- (718979) 2018 AM16
- (718980) 2018 AD18
- (718981) 2018 AK23
- (718982) 2018 AF27
- (718983) 2018 AB30
- (718984) 2018 AU31
- (718985) 2018 AW31
- (718986) 2018 AY31
- (718987) 2018 AU32
- (718988) 2018 AC34
- (718989) 2018 AS40
- (718990) 2018 AP44
- (718991) 2018 AF47
- (718992) 2018 AG47
- (718993) 2018 AM47
- (718994) 2018 AQ48
- (718995) 2018 AS48
- (718996) 2018 AY48
- (718997) 2018 AR50
- (718998) 2018 AG52
- (718999) 2018 AR61
- (719000) 2018 AG63